# Culicoides schultzei
Culicoides schultzei är en tvåvingeart som först beskrevs av Günther Enderlein 1908.  Culicoides schultzei ingår i släktet Culicoides och familjen svidknott. Inga underarter finns listade i Catalogue of Life.